# Rasa de Tresserra
La Rasa de Tresserra és un torrent afluent per l'esquerra de la Riera de l'Hospital, al Berguedà que neix al vessant de llevant dels Tossals i uns centenars de metres després passa pel costat (banda de llevant) de la masia de Tresserra que li dona nom.

## Municipis per on passa
Des del seu naixement, la Rasa de Tresserra passa successivament pels següents termes municipals.
|                                            | Longitud (en m.) | % del recorregut |
| ------------------------------------------ | ---------------- | ---------------- |
| Per l'interior del municipi de Capolat     | 1.896            | 35,88%           |
| Per l'interior del municipi de l'Espunyola | 3.389            | 64,12%           |

## Xarxa hidrogràfica
La xarxa hidrogràfica de la Rasa de Tresserra està integrada per 44 cursos fluvials que sumen una longitud total de 24.626 m.

### Afluents destacables
⊙Torrent de Cal Bisbe.